# Ryu Seung-min
Ryu Seung-min (Koreaans: 유승민) (Seoel, 5 augustus 1982) is een Zuid-Koreaans tafeltennisspeler. De rechtshandige penhouder werd kampioen tijdens de Olympische Zomerspelen 2004 door in de finale af te rekenen met Wang Hao, die dat jaar voor het eerst nummer één van de wereld zou worden. De Zuid-Koreaan stond van februari 2004 tot en met januari 2009 onafgebroken in de top tien van de ITTF-wereldranglijst, met een tweede plaats in september 2004 als piek.
Ryu kwam zowel in 2003 als 2005 tot de halve finales van de jaarlijkse Pro Tour Grand Finals voor de beste spelers van het seizoen. In 2007 was hij verliezend finalist tijdens de World Cup en bereikte hij de halve finale op het WK tafeltennis.
Ryu speelt in de Oostenrijkse clubcompetitie voor SVS Niederösterreich. Hij maakte in het seizoen 2007/08 het beslissende punt dat zijn ploeg in de finale de eerste European Champions League in haar historie deed deed winnen. Hij speelde ook in de Franse Pro A voor GV Hennebont.

## Erelijst Pro Tour
Ryu debuteerde in 1997 op de ITTF Pro Tour. Sindsdien won hij de volgende evenementen:
Enkelspel
- Winnaar Egypte Open 2004
- Winnaar Amerikaans Open 2004 en het
- Winnaar Chili Open 2008
- Verliezend finalist Zweden Open 2001
- Verliezend finalist Brazilië Open 2002
- Verliezend finalist Japan Open 2005
- Verliezend finalist Slovenië Open 2007

Dubbelspel
- China Open 2002 (met Lee Chul-seung)
- Kroatië Open 2004 (met Lee Chul-seung)
- Egypte Open 2004 (met Lee Chul-seung)
- Amerikaans Open 2004 (met Lee Chul-seung)
- Zuid-Koreaans Open 2005 (met Lee Jung-woo)
- Taiwan Open 2006 (met Lee Jun-kwon) en het
- Koeweit Open 2007 (met Lee Jun-kwon)

## Trivia
- Danny Heister versloeg Ryu geheel onverwacht tijdens het WK tafeltennis 2005 (4-3). De Nederlander liep hem eerder tegen het lijf in 2002 en 2004. De Zuid-Koreaan won beide ontmoetingen met 4-2.
- Trinko Keen won één keer van Ryu, op het Qatar Open 2007. Hij verloor datzelfde jaar met 4-1 van de Zuid-Koreaan en eerder met dezelfde cijfers in 2004.

1988: Yoo Nam-kyu ·
1992: Jan-Ove Waldner ·
1996: Liu Guoliang ·
2000: Kong Linghui ·
2004: Ryu Seung-min ·
2008: Ma Lin ·
2012: Zhang Jike ·
2016: Ma Long ·
2020: Ma Long ·
2024: Fan Zhendong